# Мирабелла, Микеле
Микеле Мирабелла (англ. Michele Mirabella; род. 7 июля 1943, Битонто) — итальянский актёр и телеведущий.

## Биография
Микеле Мирабелла родился 7 июля 1943 года в городе Битонто, Италия. Окончил литературоведческий факультет Университета Бари, а также получил почётную степень в области фармации в Университете Феррары.
Во время учёбы в Университете Бари Мирабелла начал свою карьеру актёра и режиссёра с мелких театральных постановок по произведениям Бертольта Брехта, Уильяма Шекспира, Анджело Беолько и других авторов. Сразу после переезда в Рим Мирабелла стал работать на радио в RAI. В начале 1980-х годов Мирабелла снялся в фильмах «Ricomincio da tre» режиссёра Массимо Троизи и «Седьмые врата ада» Лучо Фульчи.
В 1996 году Мирабелла создал успешное телешоу «Elisir», выходившее на Rai 3 с 1996 по 2017 год.
Мирабелла преподавал в Университете Бари и в Миланском университете IULM. Он также некоторое время был художественным руководителем Театра Траэтта в Битонто и Театра Ново в Удине.

## Личная жизнь
Мирабелла был женат единожды, но пара развелась. От этого брака у него есть две дочери. Мирабелла является католиком.